# ويكي الدوال
ويكي الدوال هو أحد مشاريع الويكي التي تقوم على التحرير التعاوني، يهتم ويكي الدوال بتنظيم وتنسيق وإنشاء الدوال برمجياً، وهو الأقرب لمشروع ويكيبيديا، وامتداد لمشروع ويكي بيانات الذي يهدف لإنشاء نسخة ويكيبيديا مستقلة لغوياً عبر ترصيف البيانات وجمعها.
بدأ مشروع ويكي دوال باسم ويكي لامدا، لكن أُعلن عن اسم ويكي دوال في 22 من ديسمبر 2020 بعد نقاش لاختيار الاسم.

## ويكيبيديا مجردة
قام ديني فرانديسيتش، المؤسس المشارك في ويكي بيانات، بتصميم ويكي دوال في ورقة عمل في جوجل في نيسان 2020، بعدها قام باقتراحه رسمياً باسم ويكي لامدا في مايو 2020، ليوافق عليه مجلس الأمناء في مؤسسة ويكيميديا في يوليو 2020 كويكيبيديا مجردة.
طرح فرانديسيتش نظرة عامة على النظام في مارس 2021، ضمن مقالة علمية بعنوان "Building a Multilingual Wikipedia" ونشرت في مجلة علوم الحاسوب و الاتصالات لأي سي إم (computer science journal Communications of the ACM).

## وصلات خارجية
- الموقع الرسمي